# IC 1832
IC 1832 ist eine linsenförmige Galaxie vom Hubble-Typ S0 im Sternbild Widder auf der Ekliptik. Sie ist schätzungsweise 454 Millionen Lichtjahre von der Milchstraße entfernt und hat einen Durchmesser von etwa 95.000 Lj.

Im selben Himmelsareal befinden sich u. a. die Galaxien NGC 1036, NGC 1054, IC 1838, IC 1841.
Das Objekt wurde am 17. Januar 1898 von Stéphane Javelle entdeckt.